# Ямбурзька волость
Ямбурзька волость — історична адміністративно-територіальна одиниця Катеринославського повіту Катеринославської губернії.
Станом на 1886 рік складалася з єдиного поселення, мешканці якого були об'єднані в єдину сільську громаду. Населення — 1409 осіб (746 чоловічої статі та 663 — жіночої), 70 дворових господарств.
|                  | Площа, десятин | У тому числі орної, дес. |
| ---------------- | -------------- | ------------------------ |
| Сільських громад | 1784           | 1080                     |
| Іншої власності  | —              | —                        |
| Загалом          | 1784           | 1080                     |

Єдине поселення волості:
- Ямбург — німецька колонія при річці Дніпро, 1409 осіб, 70 дворів, православна церква, костел, школа.

За даними на 1908 рік кількість поселень не змінилась, населення волості зросло до 2 790 осіб (1413 чоловічої статі та 1377 — жіночої), 457 дворових господарства.
7 (20) листопада 1917 року, відповідно до Третього Універсалу Української Центральної Ради, увійшла до складу Української Народної Республіки.  